# Claudia Van Horenbeeck
Claudia Van Horenbeeck (Antwerpen, 20 maart 1970) is een Belgisch basketbaltrainer en voormalig -speler. Ze is bondscoach geweest van het Belgisch vrouwenbasketbalteam.

## Carrière
In 1988 won Van Horenbeeck de prijs voor speelster van het jaar. Ze speelde toen bij een club uit Gent, en was ook actief bij het Belgisch vrouwenbasketbalteam. Sinds 2001 was Van Horenbeeck assistent-bondscoach van dit team. In 2003 en 2004 werd Van Horenbeeck, die naast assistent-bondscoach ook coach van BBC Boom was, genomineerd voor vrouwenbasketcoach van het jaar. Ook trainde ze in die periode het Belgisch vrouwenbeloftenteam. In 2004 stopte Van Horenbeeck bij Boom. In 2005 werd Van Horenbeeck aangekondigd als de nieuwe bondscoach van het Belgisch vrouwenbasketbalteam. Aan het einde van dat jaar nam ze alweer afscheid van die functie. Vanaf 2006 werd Van Horenbeeck assistent-bondscoach. Ze was in die periode ook actief bij de topsportschool van Merksem. In 2008 kwam ze bij de Antwerp Giants terecht, waar ze eerst coachte bij de jeugdploegen, waaronder de jongens U16 in 2016. Sinds 2016 coachte ze het eerste team van de vrouwen, en wist ze dit in 2018 naar de eerste klasse te loodsen. In 2019 vertrok ze bij die ploeg. In 2021 keerde ze terug naar de Antwerp Giants als coach van het derde mannenteam. Later trainde ze onder meer de jongens U14. Van Horenbeeck ontfermde zich tijdens haar carrière over bekende Belgische basketballers als Ann Wauters en Andy Van Vliet.

### Privé
Van Horenbeeck is getrouwd met Luc Smout, eveneens een basketbalcoach.